# 古柏
古柏（1906年1月—1935年3月6日），原名显裘，字劲生，江西省长宁县（今寻乌县）人，中国工农红军将领。

## 生平

### 投身革命
早年，古柏入寻邬县城爱群小学读高小。1920年，到广东梅县广益中学学习。1924年，因为参加反帝爱国运动而被迫退学。为继续学业，和一些进步学生组织“学生互助社”，创办“学艺中学”。1925年夏，领导梅县学生声援五卅运动，成为梅县学生运动领袖。1925年12月，在梅县加入中国共产党。此后倡议成立“寻邬留粤校友会”、“寻邬县平民合作”等组织，创办《石溪新潮》、《犁头周刊》等刊物。1926年3月、4月间，在广东梅县成立中国共产党寻邬小组，任组长。
1927年第一次国共合作破裂后，古柏参加广州起义，以及平远、蕉岭等地工农武装起义。1927年6月，受中共东江特委派遣，回到家乡寻邬组织农民协会，创办“中山学校”。1927年冬，和从中国各地回到寻邬原籍的中国共产党党员刘维炉、刘维锷、邝才诚等人组建中国共产党寻邬县支部，任委员。这是寻邬第一个中国共产党组织。

### 寻邬暴动
1928年3月25日，受中共赣南特委指示，古柏等人组织领导“寻邬暴动”，古柏任副总指挥。暴动失败后，逃到广东梅县，任中国共产主义青年团梅县县委宣传部部长。5月，不顾多次被悬赏通缉，秘密回到寻邬组织游击队。9月，寻邬县游击队成立，任党代表，率部以阳天嶂山作为根据地，开展游击战。1928年8月，任中共寻邬县执行委员会书记。1929年1月31日，毛泽东、朱德、陈毅率红四军主力从井冈山到赣南途中抵达寻邬。古柏代表寻邬县游击队下山迎接，这是古柏第一次见到毛泽东。根据毛泽东指示，寻邬县游击队和红四军留下的部分干部扩编为中国工农红军第二十一纵队，古柏任党代表。1929年11月，寻邬县革命军事委员会（后改为寻邬县革命委员会）成立，古柏任主任委员。1929年冬，古柏率第二十一纵队攻取寻邬大田的土围子，分了外祖父兼大地主梅洪馨的土地及财产。

### 寻邬调查
1930年5月，毛泽东、朱德率红四军第二次到寻邬，攻克寻邬县城。同月，寻邬县第一次工农兵代表大会召开，成立寻邬县苏维埃政府，古柏任主席。当时赣南、闽西革命根据地发展很快，党内、红军内的部分领导人认为全国革命高潮即将来临。对此，毛泽东决定做一次大规模农村社会调查，寻邬位于闽粤赣三省交界，成为他的调查对象。古柏协助毛泽东进行了“寻邬调查”，从此成为毛泽东的密友和支持者。“寻邬调查”为日后制定对待城市贫民及商业资产阶级的政策、确定土地分配时限制富农的“抽肥补瘦”原则提供了依据。同时期毛泽东还写下《反对本本主义》。寻邬调查结束后，毛泽东要古柏夫妻一起来红四军前委工作。

### 中央苏区
1930年6月中旬，古柏调任红四军前委秘书长，随军转战福建、江西。后来任红一方面军总前委秘书长。1931年5月，任红一方面军总前委宣传工作。红一方面军总前委撤销后，任江西省苏维埃政府裁判部长兼内务部长、中央苏维埃政府劳动部秘书长、江西省苏维埃政府委员及党团书记等职。1930年底，李韶九、古柏受毛泽东领导的红一方面军总前委派遣，到江西省行委及红二十军协助开展肃反工作，引发了“富田事变”。
博古掌握红军军权后，1933年春，古柏由于仍然坚定支持毛泽东，与邓小平、毛泽覃、谢维俊一起被打成“罗明路线在江西的创造者”，合称“谢毛邓古”，遭到批判打击。古柏被撤职后，分配到会昌任扩红运动的突击队队长。1933年12月14日，在中共苏区中央局突击运动检阅会议上，古柏被撤销突击队队长职务。1934年春，分配到中华苏维埃共和国中央政府粮食部负责征集粮食，工作成绩突出，支援了第五次反围剿战争。

### 游击阵亡
1934年10月，红一方面军长征开始后，古柏被留在中央苏区，任中华苏维埃共和国中央政府办事处秘书。1934年11月，国民党军队占领中央苏区全部县城。1934年12月初，国民党东路军第三师从瑞金向会昌进发，项英、陈毅领导的中共苏区中央分局及中华苏维埃共和国中央政府办事处，决定消灭这股敌人。项英、陈毅乃命令：罗屏汉率留守的红二十四师在瑞金谢坊塘湾岗设伏；福建独立团在瑞金河东阻击敌增援；古柏组织瑞金和会昌地方武装，在敌正面作战。古柏率300多名赤卫军战士参战，伤亡惨重。古柏率幸存的50多名赤卫军队员沿着闽赣边境突围到达寻邬南部的岭阳山区，和李大添领导的寻南游击队会合。
不久，中共苏区中央分局、中华苏维埃共和国中央政府办事处及阮啸仙率领的赣南省机关人员被围困在雩都县仁风山地区。古柏、李大添奉命率赤卫队及寻南游击队赴仁风山解围。后来，项英、陈毅及留守人员分成九路突围，伤亡惨重。古柏率领的赤卫队大部分人员伤亡或被打散，再度收拢时已不足10人。古柏决定再向安远、寻邬一带转移。1935年2月初，古柏率赤卫队来到安远、寻邬交界处的一座破庙。不久，得知附近的龙川县上坪鸳鸯坑有“五兴龙游击大队”（五兴龙即五华县、兴宁县、龙川县）活动，乃决定李大添留守并继续寻找突围后失散的红军游击队员，古柏率几个队员到龙川联络五兴龙游击大队。1935年2月底，古柏等人抵达上坪鸳鸯坑，在纸厂工人所住的竹草棚里见到了五兴龙游击大队队长刘国洲及队员刘邦开。刘国洲、刘邦开都是龙川县人，不久前在一次战斗中被打散，因为鸳鸯坑曾经是粤赣边区挺进大队第一支队活动的秘密据点之一，所以他们两人来此寻找队伍。此后，古柏留在该地区。一天，古柏与刘邦开、刘亚伏两位队员来到鸳鸯坑附近的赤米畲纸厂工友王应湖处歇息后离开。王应湖此后两次到上坪乡公所向乡长王敬卿告密。1935年3月6日，王敬卿派龙川县警卫队驻上坪小队到鸳鸯坑围剿红军游击队，古柏命令突围，大部分队员成功突围，古柏及一位廖姓队员中弹阵亡。两人遗体无人敢收，几年后遗骨被青化村村民刘润旭烧掉。

## 身后纪念
1937年秋，寻邬古氏家族修订族谱，想为古柏立传。为弄清古柏在中国共产党和中国工农红军中的任职及事迹，委托当时正在赴延安途中、暂留四川广汉中学任教的古柏二哥古梅致信延安，询问毛泽东，并请毛泽东为古柏作传。古柏阵亡的消息这才传到延安。毛泽东复信古梅，并亲笔题写：“吾友古柏，英俊奋发，为国捐躯，殊堪悲悼。愿古氏同胞，继其遗志，共达自由解放之目的。”古梅接到信后，将毛泽东的复信及题词寄给在江西吉安一家妇产医院当护士的古柏遗孀曾碧漪，已和古柏分别3年的曾碧漪这才得知古柏的死讯。1938年10月，在中国共产党第六届中央委员会第六次全体会议（扩大）上，毛泽东亲自为被王明路线打击迫害的邓小平、毛泽覃、谢维俊、古柏4人彻底平反，恢复名誉。林伯渠曾赋诗：“偶忆往事便心惊，谢古邓毛剩小平。割截无情读八股，江西路线有罗明。”
1954年春，在中纪委任职的曾碧漪在瑞金找到了失散多年的儿子古忆民。1956年初，曾碧漪在一次会议上见到毛泽东，告诉毛泽东说找到了儿子古忆民，但尚未找到杀害古柏的凶手。1956年，毛泽东指示公安部门严查杀害古柏的凶手。中华人民共和国公安部安排公安部副部长周兴督促落实。经中华人民共和国公安部及广东省公安厅督办，龙川县公安局成立专案组，经过近一年侦查，查清了古柏遇害真相。1957年4月1日，龙川县公安局向广东省公安厅呈报《关于古柏同志牺牲情况调查结果及对凶手初步处理情况报告》（龙安秘办字第7号），其中称：“古柏同志及一战友的不幸，是由王应湖告密及伪警卫队小队长黄居成积极的结果，而警卫队第二小队长黄卓亦是同谋之一。”
为此，龙川县公安局决定逮捕王应湖、黄居成，并提请将黄卓（1952年8月因历史问题被逮捕，判处有期徒刑8年，当时在内蒙古服刑）调回追责加刑；对王敬卿、王福均等人也提出处理意见。后来，龙川县检察院提起公诉，龙川县人民法院于1958年6月1日对杀害古柏及廖姓战友的主凶黄居成、黄卓、王福判处死刑立即执行，剥夺政治权利终身；王敬卿判处死刑缓期两年执行，强迫劳动以观后效；王应湖判处无期徒刑。
1957年和1997年，曾碧漪先后两次携儿子古忆民到龙川吊唁古柏。1980年代，经上级批准，中共寻乌县委、寻乌县人民政府在镇山公园内兴建“古柏烈士纪念碑”。1984年7月4日，中共中央政治局常委、中共中央军委主席、中共中央顾问委员会主任邓小平为寻乌县革命烈士陵园的古柏烈士纪念碑题写“古柏烈士纪念碑”，并题词：“古柏烈士，永垂不朽！”后来，龙川县在古柏殉难地青化村草皮岗山顶也兴建了一座“古柏烈士纪念碑”。

## 家庭
- 妻：曾碧漪
- 子：古忆民
- 子：古一民，1949年车祸身亡。